# 雙十流域文化生活圈
臺中市雙十流域文化生活圈是臺中市文化局羅列臺中市舊市區相關的文化設施而成的名單，並非實質的單一生活圈。

## 範圍
2014年以前台中市雙十路上的文化館舍，包括：文英館、瑞成書局、台中放送局、臺中市市長公館、臺中市孔廟。 2015年起擴大生活圈辦理範圍，改以臺中車站（今舊臺中車站）為中心，西至林森路，東至雙十路，北起五權路的臺中舊城區範圍，包括臺中火車站、台中第二市場、臺中州廳、臺中市役所、臺中文學館等；還遊客最喜愛的商圈與各式文創與娛樂產業，如：宮原眼科、萬代福影城、一中商圈等。